# Phyllonorycter enchalcoa
Phyllonorycter enchalcoa là một loài bướm đêm thuộc họ Gracillariidae. Loài này có ở Tasmania.
Ấu trùng ăn Plagianthus sidoides. Chúng có thể ăn lá nơi chúng làm tổ.